# Lysgöl (Målilla socken, Småland)
Lysgöl är en sjö i Hultsfreds kommun i Småland och ingår i Emåns huvudavrinningsområde.